# 영국 음반 차트
영국 음반 차트(UK Albums Chart, 현재 이름: 공식 음반 차트(Official Albums Chart))는 영국에서 팔린 음반과 디지털 음원(2015년 3월부터)의 판매량 순위 차트이다. 오피셜 차트 컴퍼니(The Official Charts Company, OCC)가 집계하며 잡지 Music Week에서 상위 75위까지 공개되고, OCC 웹사이트에서 상위 100위까지, 국영방송 BBC 제1라디오에서 상위 40위까지, 전체 순위인 상위 200위까지는 ChartsPlus에서 공개된다.